# Kastell Waldmössingen
Das Kastell Waldmössingen war ein römisches Grenzkastell an der Neckarlinie des Neckar-Odenwald-Limes. Es liegt mit dem zugehörigen Vicus als Bodendenkmal unter den Äckern am nordöstlichen Rande der heutigen Ortschaft Waldmössingen, einem Höhenstadtteil der zum Landkreis Rottweil gehörenden Stadt Schramberg in Baden-Württemberg.

## Lage

Lageplan
(Grabung 1896)

Das Kastell befindet sich im heutigen Landschaftsschutzgebiet Umgebung des alten Römerkastells und Heckengeländes auf dem „Schafbühl“, einer spornartigen Erhebung auf etwa halbem Wege zwischen Neckar und Kinzig. Es entstand an dieser Stelle im Rahmen einer koordinierten Planung der für die Okkupationsgeschichte Südwestdeutschlands bedeutsamen Kinzigtalstraße, welche die Legionslager in Mogontiacum (Mainz) und Argentorate (Straßburg) mit Augusta Vindelicorum (Augsburg) und der Provinz Raetien verband und somit die älteren Verkehrs- und Truppentransportwege von der Provinz Germania superior nach Osten maßgeblich verkürzte. Das Kastell liegt hier in einer insofern verkehrsgeographisch und damit strategisch wichtigen Position, als sich die Trasse an dieser Stelle in zwei Richtungen gabelt: nach Südosten zu den Kastellen von Arae Flaviae (Rottweil) und nach Nordosten zum Kastell Sulz.

## Forschungsgeschichte
Die ehemalige römische Präsenz in der Gegend um Waldmössingen war seit der Mitte des 19. Jahrhunderts bekannt. Das Kastell wurde schließlich 1896 von der Reichs-Limeskommission lokalisiert und ergraben. Kleinere archäologische Untersuchungen im Vicus wurden 1908 und 1983 durchgeführt. Eine weitere Ausgrabung im Kastellbereich selbst erfolgte 1975. Hierbei wurde der südliche Eckturm des Lagers freigelegt, der auf der Grundlage dieser Forschungsergebnisse 1982 durch den Einsatz des Fördervereins für Heimatpflege rekonstruiert wurde.

## Kastell

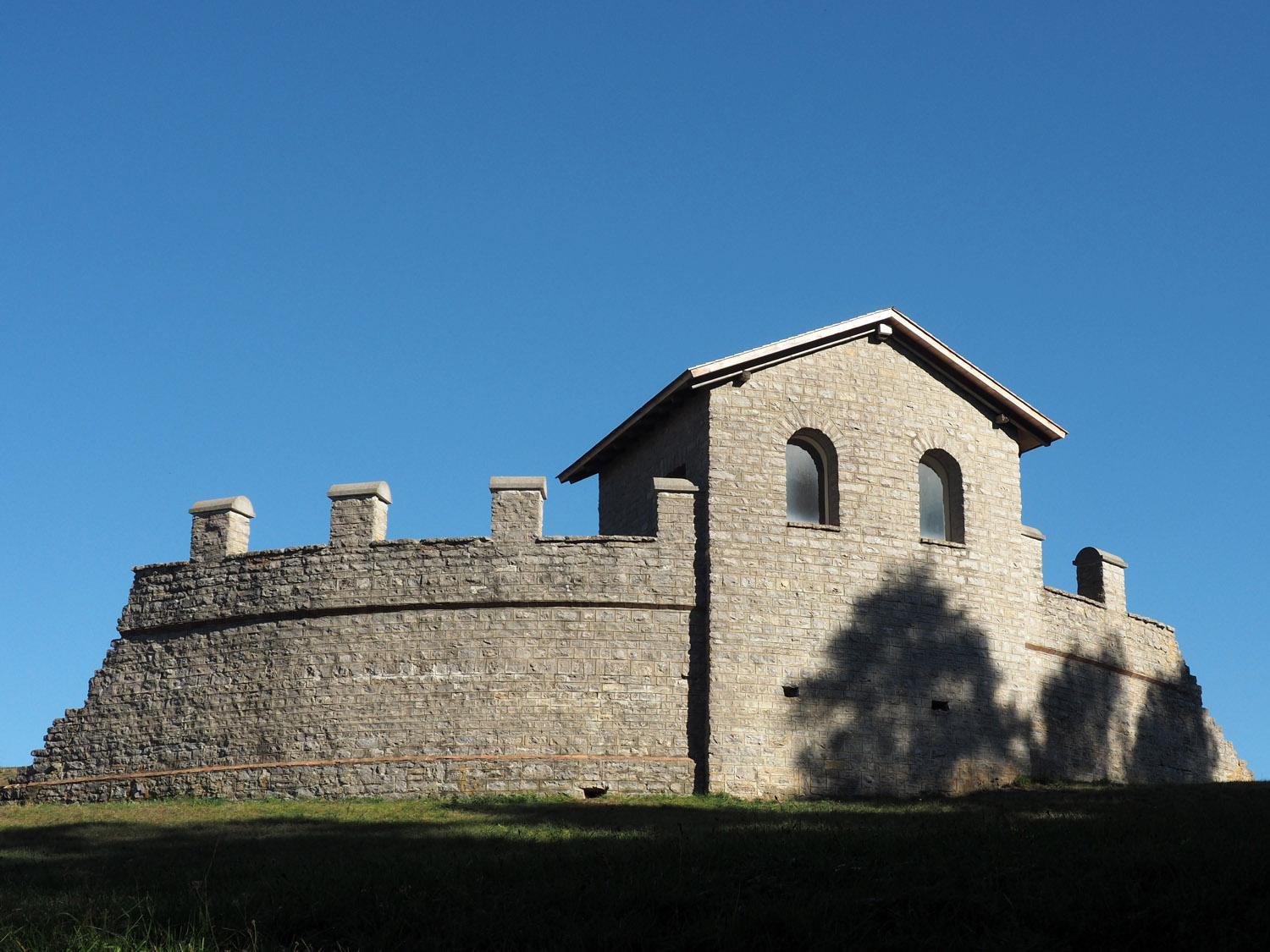
Rekonstruierter südlicher Eckturm

Grundriss (Grabung 1896)

Das Kastell Waldmössingen ist vespasianischen Ursprungs und wurde um das Jahr 74 n. Chr. im Zusammenhang mit dem Ausbau der Kinzigtalstraße erbaut. Es wurde zunächst als Holz-Erde-Kastell errichtet, welches zu einem nach den bisherigen Erkenntnissen noch nicht datierbaren späteren Zeitpunkt in ein Steinkastell umgewandelt worden ist. Auch das Ende der militärischen Nutzung des Geländes ist infolge des unzureichenden Fundmaterials noch nicht gesichert. Es kann angenommen werden, dass mit der Anlage der Kastelle am mittleren Neckar und der Entstehung der Straßenverbindung von Mogontiacum über das Kastell Cannstatt nach Augusta Vindelicorum die Kinzigtalstraße und somit die Garnison von Waldmössingen ihre Bedeutung verloren und das Lager möglicherweise schon mit dem frühtrajanischen Ausbau des Neckar-Odenwald-Limes aufgelassen wurde. Allerspätestens aber mit der Vorverlegung des Limes auf die Linie Miltenberg-Lorch endete seine Geschichte.
Über die hier stationierte Auxiliartruppe ist nichts bekannt. Von der Größe des Lagers her zu schließen dürfte es sich um eine Cohors quingenaria, eine etwa 500 Mann starke Infanterieeinheit gehandelt haben.
Beide Bauphasen weichen vom üblichen Kastellschema insofern ab, da sie nicht rechteckig, sondern, wohl bedingt durch die topographischen Gegebenheiten, unregelmäßig angelegt worden sind. Beide Kastelle nehmen eine Fläche von etwa zwei Hektar ein. Von der älteren Holz-Erde-Bauphase ist nur der umlaufende Spitzgraben bekannt, dessen Breite zwischen 4,0 und 4,7 m und dessen erhaltene Tiefe zwischen 1,7 und 2,7 m schwankte.

Grabenschnitte
und Architekturdetails (Grabung 1896)

Bei der Neuanlage des Kastells wurden Teile des älteren Grabens weiter genutzt, namentlich an der Südwestflanke sowie an der Ostecke. Wo dies nicht möglich war, wurden neue Gräben ausgehoben, partiell konnten Doppelgräben festgestellt werden. Das Lager wurde mit einer durchgängig 2 m mächtigen Mauer bewehrt, deren abgerundete Ecken mit Türmen besetzt waren. Die drei nachgewiesenen Tore waren von Doppeltürmen flankiert, ein viertes Tor mit einer ähnlichen Situation kann vermutet werden. Zwischentürme werden insgesamt acht angenommen, nachgewiesen werden konnten allerdings nur noch drei.
Die Innenbebauung des Lagers ist recht unklar. Fragmente der Principia (Stabsgebäude) und eines weiteren Steingebäudes unbekannter Bestimmung konnten festgestellt werden. Aufgrund der Ausrichtung der Principia kann von einer Orientierung des Lagers mit seiner Prätorialfront nach Nordosten hin ausgegangen werden.

## Vicus

Kleinfunde
(Grabung 1896)

Über den Vicus von Waldmössingen ist nur wenig bekannt. Wohl gibt es insbesondere aus den Bereichen unmittelbar westlich und südlich des Lagers reichliche Hinweise auf seine Existenz. Die Funde deuten darauf hin, dass der Vicus wie das Kastell schon in vespasianischer Zeit entstanden sein dürfte. Über das Ende des Lagers ist nichts bekannt, es dürfte spätestens in der Zeit der innen- und außenpolitischen sowie wirtschaftlichen Krise des Imperiums um die Mitte des 3. Jahrhunderts sein Ende gefunden haben.

## Denkmalschutz, Befundsicherung und Fundverbleib
Das Bodendenkmal „Kastell Waldmössingen“ ist geschützt als eingetragenes Kulturdenkmal im Sinne des Denkmalschutzgesetzes des Landes Baden-Württemberg (DSchG). Nachforschungen und gezieltes Sammeln von Funden sind genehmigungspflichtig, Zufallsfunde an die Denkmalbehörden zu melden.
Der gesamte Kastellbereich ist im Gegensatz zum Vicus nicht überbaut. Im rekonstruierten südlichen Eckturm wurde ein kleines Museum eingerichtet, in dem einige Funde aus Waldmössingen ausgestellt werden. Weitere Fundstücke befinden sich im Heimatmuseum von Oberndorf und in den Magazinen der archäologischen Sammlung des Landesmuseums Württemberg im Alten Schloss in Stuttgart.